# La Fotografia Artistica
La Fotografia Artistica fu una rivista di fotografia fondata a Torino nel 1904 da Annibale Cominetti. Fu una delle prime riviste italiane dedicate al settore della fotografia.

## Storia

### Contesto e nascita della rivista
Sul finire del XIX secolo l'espansione dell'arte fotografica come mezzo alla portata di una fascia sempre più ampia di utenti, vide un fiorire sempre maggiore delle attività attorno a questo mezzo espressivo. Nacquero così un certo numero di associazioni dedicate alla nuova arte, come l'Associazione degli amatori di fotografia di Roma del 1888, la Società fotografica subalpina di Torino nel 1889 e la Camera Club di Napoli nel 1896. A Firenze era invece nata nel 1889 la Società Fotografica Italiana, che tra i propri strumenti di divulgazione aveva fondato la rivista Bullettino, che inaugurò la nascita di un certo numero di altre riviste. Fu in questo periodo che nacquero riviste come le milanesi Il Dilettante Fotografico fondata nel 1890 da Luigi Gioppi e Progresso Fotografico del 1894 da Rodolfo Namias o la torinese La Fotografia Artistica del 1904 da Annibale Cominetti.
Fin dal titolo, la rivista privilegia l'aspetto artistico e colto della fotografia, cercando di colmare i pregiudizi delle arti "ufficiali" nei confronti della nuova arte, equiparandola alle altre arti visive. La rivista fu, in nuce, concepita all'interno della Esposizione di Fotografia Artistica svoltasi a Torino all'interno della Prima Esposizione internazionale d'arte decorativa moderna tenutasi nel 1902, per poi vedere la pubblicazione due anni dopo. Per capire lo spirito della rivista basti pensare che proprio nello stesso contesto della nascita della rivista, fu dato grande rilievo al pittorismo fotografico ed al Liberty.